# ليوناردو بيريرا
ليوناردو بيريرا (بالبرتغالية: Leandro Pereira‏) (3 يوليو 1991 بأراساتوبا في البرازيل - ) هو لاعب كرة قدم برازيلي في مركز الهجوم. لعب مع جمعية بورتوغيزا الرياضية ونادي بالميراس ونادي شابيكوينسي ونادي كلوب بروج ونادي إيكاسا ونادي موجي ميريم ونادي فيروفياريا ونادي كابيفاريانو وCianorte Futebol Clube ‏.

## روابط خارجية
- ليوناردو بيريرا على موقع رابطة كرة القدم اليابانية للمحترفين (اليابانية)
- ليوناردو بيريرا على موقع قاعدة بيانات كرة القدم.إي يو (الإنجليزية)
- ليوناردو بيريرا على موقع Soccerway.com (الإنجليزية)
- ليوناردو بيريرا على موقع عالم كرة القدم.نت (الإنجليزية)